# Visions from the Enchanted Lands
Visions from the Enchanted Lands è il primo DVD live pubblicato dalla symphonic power metal band italiana Rhapsody of Fire. È stato registrato nel 2005, durante il tour nord americano della band. Include anche performance estratte dal Masters of Rock in Repubblica Ceca e dall'Earthshaker Festival 2005 in Germania.

## Tracce

### DVD 1
1. "Unholy Warcry" (Introduzione)
2. "The Past Few Years"
3. "The Wisdom of The Kings" (Live in Germania)
4. "The Fans"
5. "The Village of Dwarves" (Live in Canada)
6. "The Mystical Journey"
7. "Erian's Mystical Rhymes" (Live in Canada)
8. "Drum Solo" (Live in Canada)
9. "Canadian Cousins"
10. "Dawn of Victory" (Live from Canada)
11. "Lamento Eroico "(Live from Canada)
12. "Emerald Sword" (Live from Canada)
13. "The Village of Dwarves" (Live in Repubblica Ceca)
14. "Land of Immortals" (Live in Repubblica Ceca)
15. "Holy Thunderforce" (Live in Germania)

Tra il materiale bonus sono inclusi i video di "Unholy Warcry" e The Magic of the Wizard's Dream. Inoltre sono incluse le due tracce inedite "Age of the Red Moon" e "Power of Thy Sword" (cover dei Manowar).

### DVD 2
1. "Unholy Warcry" (Video musicale)
2. "The Magic of the Wizard's Dream" (Video musicale)
3. "The Making of the Dark Secret" (Documentario)
4. "The Making of the Wizard's Dream" (Documentario)
5. "Unholy Warcry" (Live negli USA)
6. "Live Equipment"
7. "Additional interviews from 2005 tour"
8. "Triumph or Agony"
9. "Rehearsal - Erian's Mystical Rhymes"
10. "The Village of Dwarves"
11. "Outtakes"
12. "Unholy Warcry" (Video musicale - dietro le scene)

## Formazione
- Fabio Lione – voce
- Luca Turilli – chitarra ritmica e solista
- Alex Staropoli – tastiere
- Patrice Guers – basso
- Alex Holzwarth – batteria
- Dominique Leurquin – chitarra ritmica

### Ospiti
- Christopher Lee – Narratore
- Manuel Staropoli – flauto